# Akritas Chlorakas
Akritas Chlorakas (nowogr. Αθλητικό Σωματείο Ακρίτας Χλώρακας translit. Athlitikó Somateío Akrítas Chlórakas (Klub Sportowy Akritas Chlorakas)) – cypryjski klub piłkarski, mający siedzibę w mieście Chlorakas, na zachodzie kraju, grający w rozgrywkach A’ Kategorii.

## Historia
Chronologia nazw:
- 1971: Akritas Chlorakas (gr. Ακρίτας Χλώρακας)

Klub piłkarski Akritas został założony w miejscowości Chlorakas w 1971 roku. W tym czasie w Chlorakas działały dwie partyzanckie drużyny piłkarskie: lewicowa Aster i prawicowa Digenis Akritas (czasami nosiła też nazwy Apollon i Ethniko Kentron), które zostały połączone w jeden klub. Klub został jednym z klubów założycielskich Federacji Piłkarskiej Klubów Rolniczych Pafos (POASP) w 1971 roku. W 1973 roku klub dołączył do szeregów Cypryjskiego Związku Piłki Nożnej (KOP). W sezonie 1973/74 zespół startował w G’ Kategoria (kategorii G). Debiutowy sezon zakończył na trzecim miejscu. 
15 lipca 1974 roku przeprowadzono zamach stanu, a Turcja obawiając się przyłączenia Cypru do Grecji, rozpoczęła 20 lipca 1974 inwazję na Cypr. Po inwazji, gdy warunki sezonu na to pozwoliły, KOP postanowił zorganizować w sezonie 1974/75 specjalne połączone mistrzostwa B'-G' Katigorías z udziałem zespołów kategorii B i G podzielonych na dwie grupy. 
W sezonie 1976/77 drużyna zdobyła mistrzostwo trzeciej kategorii i awansowała do B’ Kategoria (kategorii B). Po zakończeniu sezonu 1981/82 zespół spadł do trzeciej ligi – G’ Kategorii. Po dwóch latach wrócił do B’ Kategorii, ale w 1999 ponownie został zdegradowany do trzeciej kategorii. W sezonie 2003/04 znów zagrał na drugim poziomie cypryjskiej piłki nożnej, ale po dwóch latach spadł ponownie na rok do G’ Kategorii. W 2008 drużyna po raz kolejny spadł na rok do G’ Kategorii. Po zakończeniu sezonu 2012/13 zespół został zdegradowany do trzeciej kategorii, a wrócił do B’ Kategorii dopiero w 2016. Sezon 2016/17 klub zakończył na 12.pozycji i znów został zdegradowany do G’ Kategorii. W następnym sezonie 2017/18 zespół zajął trzecie miejsce i ponownie wrócił do drugiej ligi. W sezonie 2021/22 klub zdobył brązowe medale B’ Kategorii oraz historyczny awans do A’ Kategorii.

## Barwy klubowe, strój, herb, hymn
|  |  |

Klub ma barwy zielono-białe. Piłkarze domowe spotkania zazwyczaj grają w białych koszulkach z pionowymi zielonymi pasami, białych spodenkach oraz zielonych getrach.

## Sukcesy

### Trofea międzynarodowe
Do chwili obecnej klub jeszcze nigdy nie zakwalifikował się do rozgrywek europejskich.

### Trofea krajowe
| \| \| Zdobyte trofea w rozgrywkach Cypru (stan na: 31-05-2022) \| |                                                          |      |                                             |
| Rozgrywki                                                         | Osiągnięcie                                              | Razy | Sezon(y)                                    |
| Mistrzostwo                                                       | I miejsce                                                | 0    |                                             |
| Mistrzostwo                                                       | II miejsce                                               | 0    |                                             |
| Mistrzostwo                                                       | III miejsce                                              | 0    |                                             |
| Mistrzostwo                                                       | ?.miejsce                                                | 1    | 2022/23                                     |
| Puchar                                                            | zdobywca                                                 | 0    |                                             |
| Puchar                                                            | finalista                                                | 0    |                                             |
| Puchar                                                            | ćwierćfinalista                                          | 1    | 1990/91                                     |
| II liga                                                           | I miejsce                                                | 0    |                                             |
| II liga                                                           | II miejsce                                               | 1    | 1974/75 (Larnaka-Limesos-Pafos-Ammochostos) |
| II liga                                                           | III miejsce                                              | 1    | 2021/22                                     |
| Cypr                                                              | Zdobyte trofea w rozgrywkach Cypru (stan na: 31-05-2022) |      |                                             |

- G’ Kategoria (D3):
  - mistrz (3x): 1976/77, 2008/09, 2015/16
  - wicemistrz (2x): 1983/84, 2002/03
  - 3. miejsce (5x): 1973/74, 1975/76, 1982/83, 2005/06, 2017/18

- Puchar G'-D' Katigoría:
  - zdobywca (1x): 2014/15

- Puchar G' Katigoría - elita:
  - finalista (1x): 2017/18

## Poszczególne sezony

### Rozgrywki międzynarodowe

#### Europejskie puchary
Nie uczestniczył w rozgrywkach europejskich.

### Rozgrywki krajowe
| \| Cypr \| Bilans występów klubu w rozgrywkach piłkarskich Cypru (Stan na 31 lipca 2022 r.) \| \| |                                                                                  |        |       |   |   |   |    |    |     |                                                                                    |        |        |      |
| Poziom                                                                                            | Rozgrywki                                                                        | Sezony | Mecze | Z | R | P | B+ | B– | Pkt | Lata                                                                               | Awanse | Spadki | Naj. |
| I                                                                                                 | A' Katigoría                                                                     | 1      |       |   |   |   |    |    |     | od 2022                                                                            | 0      | 0      | ?    |
| II                                                                                                | B' Katigoría                                                                     | 34     |       |   |   |   |    |    |     | 1974/75, 1977–1982, 1984–1999, 2003–2005, 2006–2008, 2009–2013, 2016/17, 2018–2022 | 1      | 7      | 2    |
| III                                                                                               | G' Katigoría                                                                     | 15     |       |   |   |   |    |    |     | 1973/74, 1975–1977, 1982–1984, 1999–2003, 2005/06, 2008/09, 2013–2016, 2017/18     | 8      | 0      | 1    |
| IV                                                                                                | D' Katigoría                                                                     | 0      |       |   |   |   |    |    |     |                                                                                    | 0      | 0      |      |
|                                                                                                   | Puchar Cypru                                                                     | 48     |       |   |   |   |    |    |     | od 1973                                                                            | 0      | 0      | 1/4  |
| Cypr                                                                                              | Bilans występów klubu w rozgrywkach piłkarskich Cypru (Stan na 31 lipca 2022 r.) |        |       |   |   |   |    |    |     |                                                                                    |        |        |      |

## Piłkarze, trenerzy, prezydenci i właściciele klubu

### Trenerzy
- 1.07.2022–...:  David Badía Cequier

### Prezydenci
- 201?–...:  Liutauras Varanavicius

## Struktura klubu

### Stadion
Klub piłkarski rozgrywa swoje mecze domowe na stadionie Miejskim w Chlorakas, który może pomieścić 3.500 widzów.

## Rywalizacja z innymi klubami

### Derby
- Pafos FC